# 奥热尔 (奥恩省)
奥热尔（法語：Orgères，法語發音：[ɔʁʒɛʁ] ⓘ）是法国奥恩省的一个市镇，位于该省中东部，属于阿让唐区。

## 地理
奥热尔（48°45'49"N, 0°20'29"E）面积12.04 平方千米，位于法国诺曼底大区奧恩省，该省份为法国西北部内陆省份，北起顺时针与卡爾瓦多斯省、厄尔省、厄尔-卢瓦省、萨尔特省、马耶讷省和芒什省接壤。
与奥热尔接壤的市镇（或旧市镇、城区）包括：锡赛-圣欧班、埃绍富尔、尚欧、库尔梅、利涅尔、圣埃夫鲁树林圣母村。

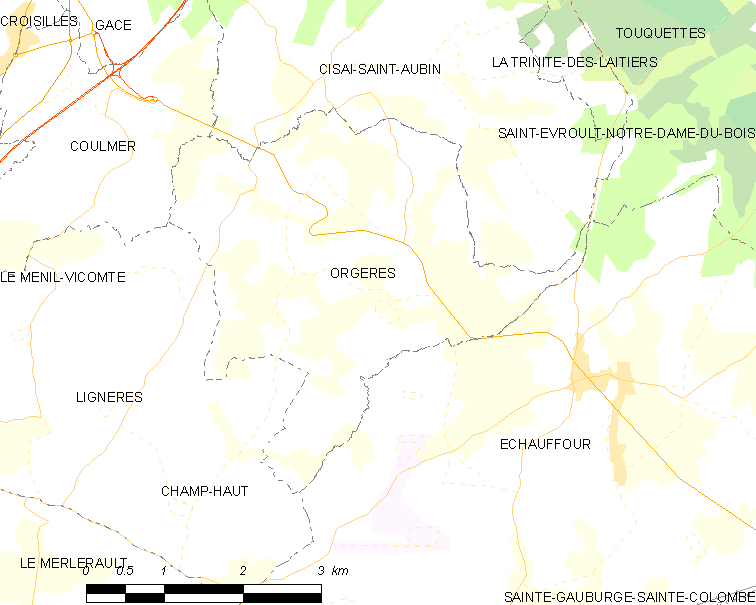
的OSM定位图

奥热尔的时区为UTC+01:00、UTC+02:00（夏令时）。

## 行政
奥热尔的邮政编码为61230，INSEE市镇编码为61317。

## 政治
奥热尔所属的省级选区为维穆捷县。

## 人口

1962-2008年间人口变化图示

奥热尔于2022年1月1日时的人口数量为182人。